# Aleuria
Genre
Aleuria est un genre de champignons saprophytes de la division des Ascomycètes. L'espèce la plus connue est la pézize orangée (Aleuria aurantia).

## Morphologie
Ce genre se distingue par l'absence de branchies et sa nature épigée.
Les ascospores sont nettement réticulés.
Les espèces sont généralement (mais pas toujours) de couleur vive.
Les apothécies sont typiquement de plus de 1 cm de diamètre.

## Liste d'espèces
Selon NCBI (19 mars 2012) :
- Aleuria aurantia
- Aleuria bicucullata
- Aleuria rhenana

Selon Catalogue of Life (19 mars 2012) :
- Aleuria aurantia
- Aleuria cestrica
- Aleuria luteonitens
- Aleuria mellea
- Aleuria reperta